# Tiina Boman
Tiina Boman (* 18. Februar 1977 in Joroinen) ist eine ehemalige finnische Triathletin. Sie ist Staatsmeisterin auf der Triathlon-Kurzdistanz (2013) und Ironman-Siegerin (2007).

## Werdegang
Tiina Boman wurde 2005 Dritte bei der ITU-Weltmeisterschaft auf der Triathlon-Langdistanz.
Im Mai 2007 gewann Tiina Boman den Ironman auf Lanzarote (3,86 km Schwimmen, 180,2 km Radfahren und 42,195 km Laufen), wo sie im Vorjahr auf dem zweiten Platz gelandet war.
Im Juni 2010 wurde sie Fünfte bei der Europameisterschaft auf der Langdistanz. 2013 wurde sie finnische Triathlon-Staatsmeisterin auf der Kurzdistanz. Bei der Staatsmeisterschaft auf der Mitteldistanz wurde sie 2014 Dritte.
Seit 2014 tritt sie nicht mehr international in Erscheinung.

## Sportliche Erfolge
| Datum/Jahr    | Rang | Wettbewerb                                           | Austragungsort  | Zeit       | Bemerkung                                          |
| ------------- | ---- | ---------------------------------------------------- | --------------- | ---------- | -------------------------------------------------- |
| 19. Juli 2014 | 3    | FIN Middle Distance Triathlon National Championships | Finnland        | 04:47:53   | hinter der Siegerin Kaisa Lehtonen                 |
| 2013          | 1    | FIN Short Distance Triathlon National Championships  | Finnland        | 02:14:59   | Staatsmeisterin auf der olympischen Distanz        |
| 7. Aug. 2011  | 3    | TriStar111 Estonia                                   | Tallinn         | 03:39:12   | [ 2 ] [ 3 ]                                        |
| 6. Juni 2010  | 2    | Challenge Kraichgau                                  | Kraichgau       |            |                                                    |
| 16. Mai 2010  | 1    | Half Challenge Barcelona                             | Barcelona       | 04:05:17   | Sieg bei der Erstaustragung                        |
| 14. Juni 2009 | 4    | Challenge Kraichgau                                  | Kraichgau       | 04:44:26   | Mitteldistanz                                      |
| 16. Aug. 2009 | 2    | Ironman 70.3 Germany                                 | Wiesbaden       | 04:44:47,2 | zweiter Rang hinter Yvonne van Vlerken             |
| 14. Juni 2009 | 4    | Challenge Kraichgau                                  | Kraichgau       | 04:44:26   | 1,9 km Schwimmen, 90 km Radfahren und 21 km Laufen |
| 2009          | 2    | Volcano Triathlon                                    | Lanzarote       |            | zweiter Rang hinter der Schottin Bella Bayliss     |
| 1. Juni 2008  | 10   | Ironman 70.3 Switzerland                             | Rapperswil-Jona |            |                                                    |
| 24. Mai 2008  | 1    | Linz-Triathlon                                       | Linz            | 01:13:38   | Siegerin Sprintdistanz                             |

| Datum/Jahr    | Rang | Wettbewerb                                         | Austragungsort    | Zeit     | Bemerkung                                                                                              |
| ------------- | ---- | -------------------------------------------------- | ----------------- | -------- | --- |
| 26. Juni 2010 | 5    | ETU Long Distance Triathlon European Championships | Vitoria-Gasteiz   | 06:47:14 | Europameisterschaft auf der Langdistanz (4 km Schwimmen, 120 km Radfahren, 30 km Laufen)               |
| 10. Okt. 2009 | DNF  | Ironman Hawaii                                     | Hawaii            | –        | |
| 12. Sep. 2009 | 2    | TriStar200 Andalucia                               | Cádiz             | 07:02:32 | zweiter Rang hinter der Italienerin Martina Dogana (169 km Radfahren, 1 km Schwimmen und 30 km Laufen) |
| 22. Juni 2008 | 3    | Ironman Coeur d’Alene                              | Idaho             | 09:55:28 | |
| 19. Mai 2007  | 1    | Ironman Lanzarote                                  | Puerto del Carmen | 09:58:41 | Siegerin im Vulkanpark Tinmanfaya                                                                      |
| 21. Okt. 2006 | 18   | Ironman Hawaii                                     | Hawaii            |          | |
| 20. Mai 2006  | 2    | Ironman Lanzarote                                  | Puerto del Carmen | 10:16:42 | |
| 11. Sep. 2005 | 8    | Ironman Wisconsin                                  | Madison           |          | |
| 6. Aug. 2005  | 3    | ITU Long Distance Triathlon World Championships    | Fredericia        | 06:29:53 | Triathlon-Weltmeisterschaft auf der Langdistanz                                                        |
| 28. Aug. 2004 | 3    | Almere-Triathlon                                   | Almere            | 09:53:10 | |
| 3. Juli 2004  | 5    | ITU Long Distance Triathlon World Championships    | Säter             | 06:46:44 | |
| 11. Mai 2003  | 10   | ITU Long Distance Triathlon World Championships    | Ibiza             | 06:46:30 | |
| 3. Aug. 2002  | 8    | ETU Long Distance Triathlon European Championships | Fredericia        | 06:54:39 | Europameisterschaft auf der Langdistanz                                                                |

(DNF – Did Not Finish)